# Jean de Montenach

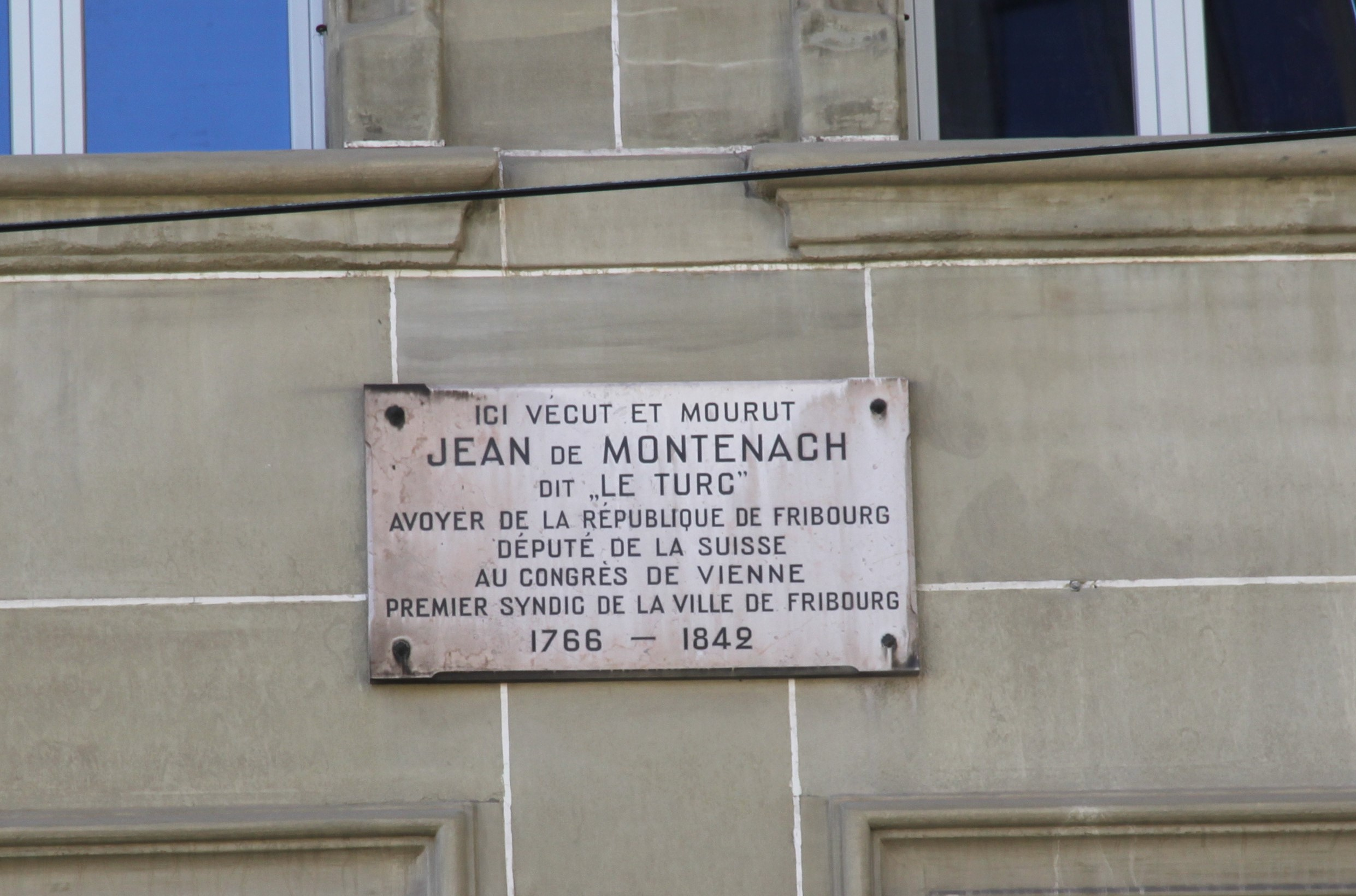
Gedenktafel am Haus Montenach, in dem er lebte und starb.

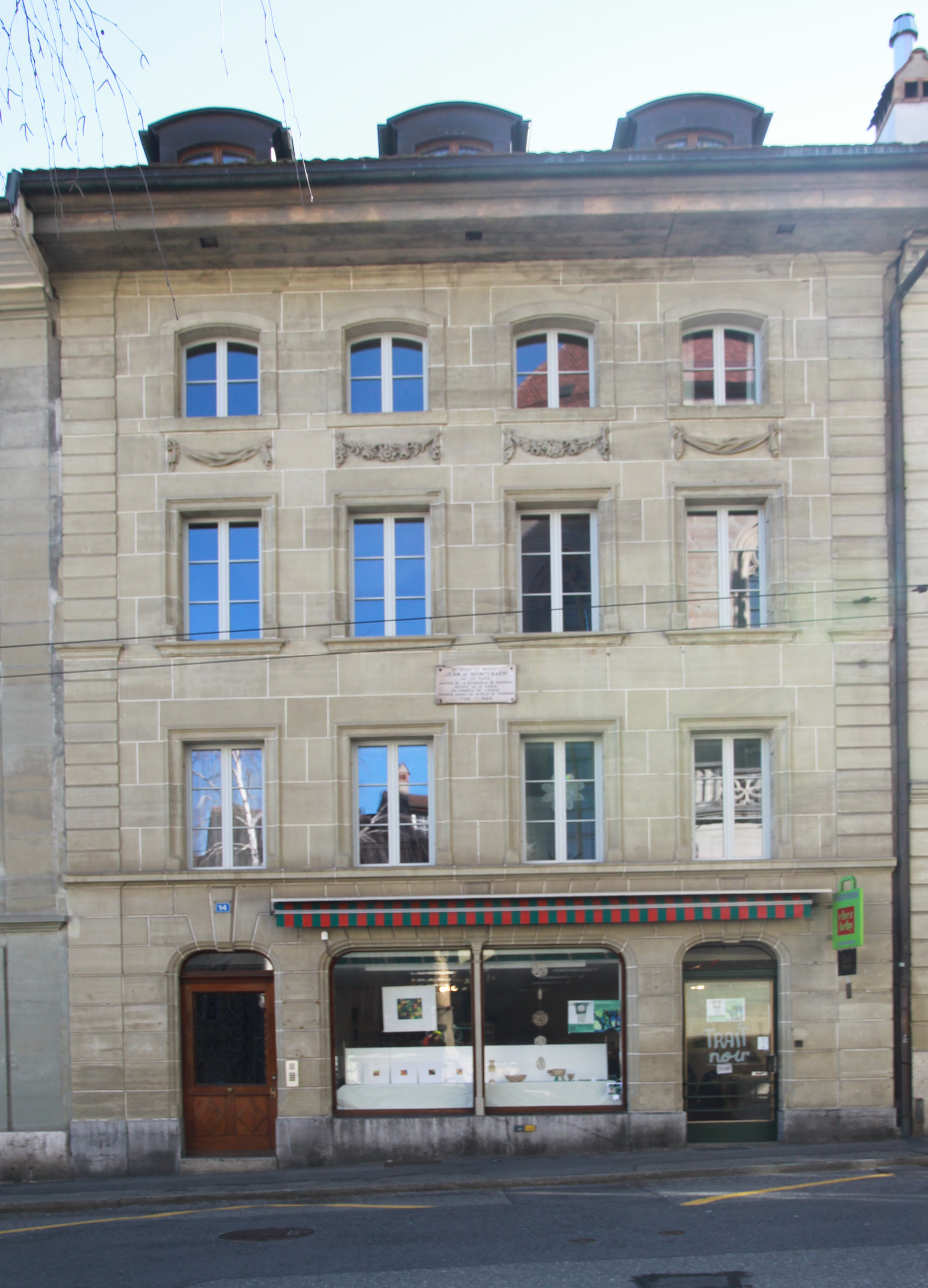
Haus an der rue du Pont-Suspendu 14, in Freiburg i. Üe.

Jean-Francois-Joseph-Nicolas „le Turc“ de Montenach (* 30. Juni 1766 in Freiburg im Üechtland; † 5. Juni 1842 ebenda, heimatberechtigt in Freiburg i. Üe.) war ein Schweizer Politiker.
Als Mann der Aufklärung bereitete Montenach den Liberalismus des 19. Jahrhunderts mit all seinen Widersprüchen und Versprechen vor.

## Leben
Montenach war Diplomat und Politiker, Sohn aus einer Freiburger Patrizierfamilie. Nach Aufenthalten in Konstantinopel (deshalb „le Turc“) als Attaché des französischen Botschafters wurde Montenach Mitglied des Rates der Zweihundert. 1798 wurde er Präsident der provisorischen Freiburger Regierung. Als Staatsrat 1803 bis 1837 war er an allen Regierungen beteiligt. In der Restauration von 1814 spielte er eine führende Rolle und nahm als Schweizer Abgeordneter am Wiener Kongress teil. Von 1798 bis 1802 war er zudem Stadtammann von Freiburg.